# Karl Gustav von Hille
Karl Gustav von Hille (* vor 1590 in Zachan  in  Hinterpommern; † September 1647 in Allersheim bei Holzminden) war ein Hofbeamter und Schriftsteller.

## Leben
In seiner Kindheit diente Hille am kurbrandenburgischen Hof von Kurfürst Friedrich Wilhelm von Brandenburg als Page. Mit diesem wurde er später in die Fruchtbringende Gesellschaft aufgenommen. Im Alter von 19 Jahren immatrikulierte er sich am 10. August 1609 an der Universität Wittenberg, und im Januar 1612 wechselte er an die Universität Rostock. 1634 heiratete Hille im Alter von 44 Jahren Helena Katharina von Oeynhausen.
Als Ende 1636 auf seiner norddeutschen Reise Fürst Ludwig I. von Anhalt-Köthen in Mecklenburg Prinz Gustav Adolf besuchte, dessen Vormund er war, nahm er diesen, Hille und einige andere Güstrower Hofbeamte in die Fruchtbringende Gesellschaft auf. Hierbei wurden Hille der Gesellschaftsname der Unverdrossene und die Devise in heilsamen Wirkungen verliehen. Als Emblem wurde ihm „der Beerenklau“ (Acanthus mollis L.) zugedacht. Hilles Eintrag ist im Köthener Gesellschaftsbuch unter der Nr. 302 zu finden; dort findet sich auch sein Reimgesetz, welches er als Dank für seine Aufnahme verfasste:
Daß rechte Beeren Klaw vielfältig wirckt und heilet,
Vnd alle feüchtigkeit im leibe wol Zertheilet.
Drumb Unverdroßen Jch mich gern genennet hab',
Vnd weil Jch wohl erkenn' auch Gottes reiche gab' 
Will unverdroßen Jch der wirckung mich befleißen
Daß ich mög' heilsamblich mich seinen diener heißen.
Mich vnverdroßen mach' o Herr Zu deinem reich
Daß in anfechtung Jch ia nit Zurrücke weich.
Am 26. Januar 1645 wurde Hille von Herzog August d. J. von Braunschweig-Wolfenbüttel zum Hauslehrer seiner musikalischen Ehefrau Sophie Elisabeth berufen. Ostern desselben Jahres bot ihm Christian Ludwig von Braunschweig das Amt eines Drosten an, doch Hille lehnte ab und blieb am Hof in Wolfenbüttel.
Hilles literarisches Hauptwerk ist Der Teutsche Palmbaum, Nürnberg 1647, eine illustrierte Quellenschrift über die Fruchtbringende Gesellschaft. Aus den Jahren 1645 ff. ist Hilles Korrespondenz mit Fürst Ludwig I. von Anhalt-Köthen erhalten, die dokumentiert, dass Hille einige Jahre lang ein wichtiges Bindeglied zwischen Anhalt und den Welfenhöfen war.

## Werke
- Der Teutsche Palmbaum. Das ist, Lobschrift Von der Hochlöblichen / Fruchtbringenden Gesellschaft Anfang / Satzungen / Vorhaben / Namen / Sprüchen / Gemählen, Schriften und unverwelklichem Tugendruhm / Allen Liebhabern der Teutschen Sprache zu dienlicher Nachrichtung, verfasset, durch den Unverdrossenen Diener derselben, Endter, Nürnberg 1647 (Digitalisat); Nachdruck: München 1970